# Daniel Miguel San José
Daniel Miguel San José (Calabazas de Fuentidueña, 21 de agosto de 1957) es un catedrático de química inorgánica español y rector de la Universidad de Valladolid entre 2014 y 2018, dejando su lugar a Antonio Largo Cabrerizo.

## Trayectoria académica
Licenciado en Ciencias Químicas entre 1974 y 1979 por la Universidad de Valladolid. Ejerció como profesor ayudante al Área de Química Inorgánica y realizó la Tesis Doctoral en Valladolid y Oviedo, presentándola en esta última ciudad en 1984, donde ejerció como Profesor Ayudante. Durante el curso 1985-86 realizó una estancia posdoctoral en la Universidad de Bristol. En 1987, regresó a España, donde ejerció de Profesor Titular en la Universidad de Oviedo.
En 1996, volvió a la Universidad de Valladolid como Profesor Titular, y desde 2002 es catedrático de Universidad en el Área de Química Inorgánica.
A nivel internacional, realizó estancias cortas en la Universidad Pierre y Marie Curie de París (1988) y en la Escuela Normal Superior de Cachan (2001); en 2001 fue profesor visitante en la Universidad Nankai en Tianjin (China).
Es autor de más de 160 trabajos en revistas internacionales indexadas, y numerosas comunicaciones a congresos. Además, ha dirigido once tesis doctorales y es coordinador del GIR-MIOMeT de la UVa.
Ha formado parte del Panel de Química CHEM del Programa PEOPLE (Acciones Marie Curie IIF-IEF-IOF) (2007-2013).
Ha desempeñado, entre otros cargos:
- Secretario de Departamento (1993-96).
- Vicedecano de la Facultad de Ciencias (1997-2000).
- Secretario y Presidente de la Junta de Sección de Química (2000-2006).
- Director del Departamento de Química Física y Química Inorgánica (2004-2006).
- Vicerrector de Desarrollo e Innovación de la Universidad de Valladolid (2006-2010).
- Director del Parque Científico de la Universidad de Valladolid (2006-2010).

Fue rector de la Universidad de Valladolid entre 2014 y 2018, tras ganar las elecciones frente a Marcos Sacristán Represa y Felipe Cano Torres.. Se presentó a la reelección en 2018 y fue derrotado por Antonio Largo Cabrerizo, también catedrático de Química.

## Elecciones a Claustro y Rector 2018
A comienzos de marzo de 2018 presenta su candidatura a la reelección, siendo derrotado frente a Largo.
| Predecesor: Marcos Sacristán Represa | Rector de la Universidad de Valladolid 2014 - 2018 | Sucesor: Antonio Largo Cabrerizo |